# Lécousse
Lécousse (bret. Eskuz) – miejscowość i gmina we Francji, w regionie Bretania, w departamencie Ille-et-Vilaine.
Według danych na rok 1990 gminę zamieszkiwało 2827 osób, a gęstość zaludnienia wynosiła 256 osób/km² (wśród 1269 gmin Bretanii Lécousse plasuje się na 201. miejscu pod względem liczby ludności, natomiast pod względem powierzchni na miejscu 803.).